# Жарма (Мангистауская область)
Жарма (каз. Жарма) — село в Мангистауском районе Мангистауской области Казахстана. Входит в состав Актюбинского сельского округа. Находится примерно в 63 км к юго-востоку от села Шетпе, административного центра района. Код КАТО — 474633200.

## Население
В 1999 году население села составляло 209 человек (108 мужчин и 101 женщина). По данным переписи 2009 года, в селе проживало 67 человек (34 мужчины и 33 женщины)